# Az Amerikai Egyesült Államok Legfelsőbb Bírósága
Az Amerikai Egyesült Államok Legfelsőbb Bírósága (angolul: Supreme Court of the United States, gyakori betűszóval: SCOTUS) az Egyesült Államok legfelső szintű fellebbviteli bírósága, amely egyben az alkotmánybírósági funkciót is ellátja. A bíróság székhelye Washingtonban van. Élén John G. Roberts, a legfelsőbb bíróság főbírája (angolul: Chief Justice) áll; a bíróság munkájában még nyolc társbíró (angolul: Associate Justice) vesz részt. A bíróság a szövetségi igazságszolgáltatási rendszer része, de határozataiban felülbírálhatja az egyes államok bíróságainak döntéseit is. Működésére az alkotmányos felhatalmazást az Alkotmány III. cikkelye adja.

## Alkotmányos felhatalmazás
A legfelsőbb bíróság megalkotására az alkotmányos felhatalmazást az Egyesült Államok alkotmányának harmadik cikkelye adja, amely kimondja, hogy „Az Egyesült Államok bírói hatalma a Legfelsőbb Bíróságot és olyan alsóbb bíróságokat illet, amelyeket a Kongresszus időről-időre megállapít és megalkot.”

## Története
Az 1787-es alkotmányozó konvenció küldöttei fektették le a szövetségi igazságszolgáltatás alapjait, amikor a törvényhozó és a végrehajtó ágak közötti hatalommegosztásról tárgyaltak. A kormányzat „harmadik ágának" létrehozása új elképzelés volt; az angol hagyományban az igazságszolgáltatási ügyeket a királyi (végrehajtó) hatalom aspektusának tekintették. Az erős központi kormányzat létrehozásával nem egyező küldöttek eleinte azzal érveltek, hogy a szövetségi törvényeket az egyes tagállamok bíróságai is betartathatják, míg mások  – köztük James Madison  – egy országos igazságügyi szervezet felállítását szorgalmazták, amely a szövetségi törvényhozás által választott bíróságokból állna. Azt is javasolták, hogy az igazságszolgáltatás vállaljon szerepet a végrehajtó ág hatalmának korlátozásában, ami a vétójogot és a törvények felülvizsgálatának jogát illeti. Az alkotmányozók végül úgy kötöttek kompromisszumot, hogy az igazságszolgáltatásnak csak általános körvonalait vázolták fel az Egyesült Államok Alkotmányának harmadik cikkelyében, és a szövetségi igazságügyi hatalmat „egy legfelsőbb bírósághoz és olyan alacsonyabb szintű bíróságokhoz rendelték, amilyeneket a Kongresszus időről időre előírhat és felállíthat". Nem határozták meg pontosan sem a Legfelsőbb Bíróság hatásköreit és előjogait, sem az igazságszolgáltatás egészének szervezetét.
Az Egyesült Államok 1. kongresszusa a szövetségi igazságszolgáltatás részletes felépítéséről gondoskodott az 1789. évi bírói törvény alapján. A Legfelsőbb Bíróságnak, az ország legfelsőbb bírósági bíróságának a nemzet fővárosában kell ülnie, és kezdetben egy főbíróból és öt  bíróból állna. A törvény az országot bírói körzetekre osztotta, amelyeket hálózatokká alakítottak. Az igazságszolgáltatási bírókat kötelezték "körözni" és évente kétszer körzeti bíróságot tartani a kijelölt bírói körzetben.
Közvetlenül a törvény aláírása után George Washington elnök a következő embereket jelölte ki a bíróság szolgálatába: John Jay főbíró, John Rutledge, William Cushing, Robert H. Harrison, James Wilson és John Blair Jr. mint társult bíró. Mind a hatot a szenátus megerősítette 1789. szeptember 26-án. Harrison azonban elutasította a szolgálatot. A helyére Washington később James Iredellt jelölte ki.

## A legfelsőbb bíróság tagjai

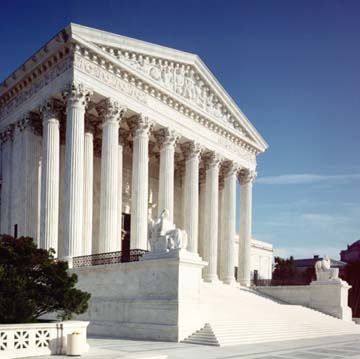
A legfelsőbb bíróság épülete.

Az alkotmány nem írja elő a legfelsőbb bíróság bíráinak számát, és a főbírót is csak érintőlegesen említi. A bíróság tagjait az elnök nevezi ki, de tisztüket csak a szenátus jóváhagyásával foglalhatják el. A bírák kinevezése élethosszig tart; őket tisztségükből csak akkor lehet elmozdítani, ha valamilyen bűncselekményt vagy kihágást követnek el, és akkor is csak kongresszusi eljárás révén. A bírák fizetését nem lehet csökkenteni.
A legfelsőbb bíróság az 1869-es bírósági törvény értelmében kilencfős. Tagjai: John G. Roberts főbíró, valamint Clarence Thomas, Samuel Alito, Sonia Sotomayor, Elena Kagan, Neil Gorsuch, Brett Kavanaugh, Amy Coney Barrett és Ketanji Brown Jackson társbírók. 
| John G. Roberts 1955. január 27. Buffalo, New York | Clarence Thomas 1948. június 23. Pin Point, Georgia | Ketanji Brown Jackson 1970. szeptember 14. Washington, D.C. |
| 2005. szeptember 29.                               | 1991. október 23.                                   | 2022. június 30.                                            |
| -------------------------------------------------- | --------------------------------------------------- | ----------------------------------------------------------- |
|                                                    |                                                     |                                                             |
|                                                    |                                                     |                                                             |
| Samuel Alito 1950. április 1. Trenton, New Jersey  | Sonia Sotomayor 1954. június 25. Bronx, New York    | Elena Kagan 1960. április 28. Manhattan, New York           |
| 2006. január 31.                                   | 2009. augusztus 8.                                  | 2010. augusztus 7.                                          |
|                                                    |                                                     |                                                             |
|                                                    |                                                     |                                                             |
| Neil Gorsuch 1967. augusztus 29. Denver, Colorado  | Brett Kavanaugh 1965. február 12. Washington, D.C.  | Amy Coney Barrett 1972. január 28. New Orleans, Louisiana   |
| 2017. április 10.                                  | 2018. október 6.                                    | 2020. október 27.                                           |